# Johannis de Rijke

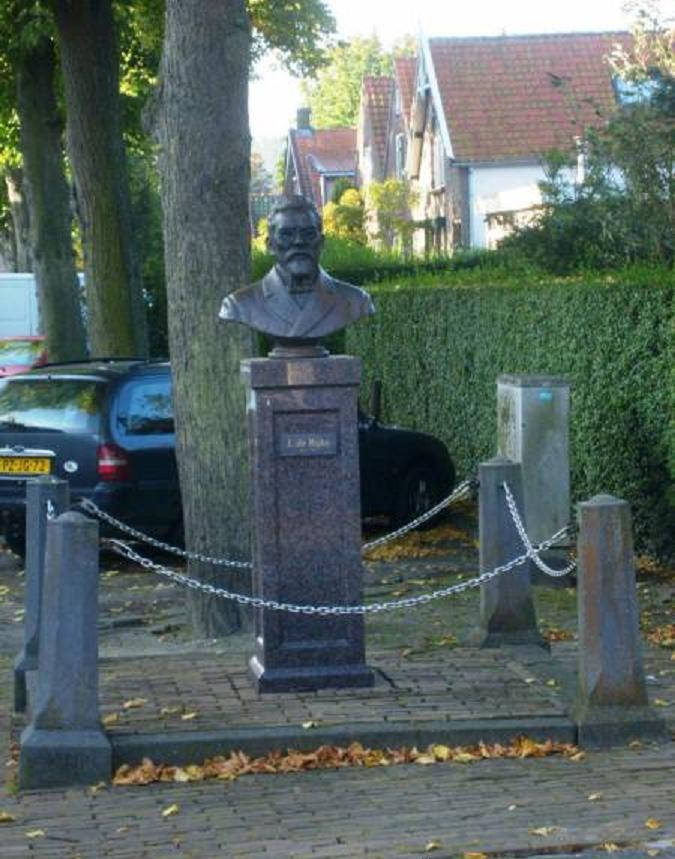
Buste de Johannis de Rijke à Colijnsplaat aux Pays-Bas.

Johannis de Rijke (5 décembre 1842 –20 janvier 1913) est un ingénieur civil néerlandais qui fut conseiller étranger au Japon pendant l'ère Meiji.

## Biographie

### Enfance et formation
Natif de Noord-Beveland, Rijke est le troisième enfant d'une fratrie de sept. Son père, Pieter de Rijke, et sa mère, Anna Catharina Liefbroer, sont fermiers et quelquefois ouvrier sur les digues. Il obtient plus tard un poste au ministère néerlandais de l'Intérieur où il est l'apprenti de Jacobus Lebret, qui lui enseigne les mathématiques, les techniques de terrassement et l’ingénierie hydraulique.

### Carrière
En 1865, Rijke est embauché par Cornelis Johannes van Doorn pour construire les écluses d'Oranje pour fermer l'Ij entre le Zuiderzee de l'époque au village de Schellingwoude près d'Amsterdam. Rijke est le contremaître principal de ce chantier. Quand van Doorn est invité au Japon en 1872, il convainc Rijke de l'accompagner pour redessiner le port d'Osaka.

#### Au Japon
En septembre 1873, Rijke arrive au Japon avec van Doorn et George Arnold Escher. Pendant les trente années suivantes, ces trois ingénieurs civils développent tout un réseau de contrôle des eaux et de gestion des flux. Rijke conçoit deux brise-lames pour le port d'Osaka et une jetée pour celui de Kobé. Il améliore les ports de Tokyo, Yokohama, Niigata et Tottori. Son brise-lames du port de Yokkaichi est reconnu par le gouvernement japonais comme Bien culturel important.
Rijke conçoit aussi des plans pour améliorer les zones ripariennes de plusieurs rivières japonaises. Ses travaux ont notamment causé la séparation du fleuve Kiso, de la rivière Nagara et du fleuve Ibi près de Nagoya, ce qui est aussi appelé les trois rivières de Kiso (木曽三川, Kiso Sansen). Plus important, Rijke est responsable de la construction d'un tunnel qui passe sous le lac Biwa et va jusqu'à Kyoto. Il conçoit aussi le réseau d'égouts de la rivière Kanda.
À partir de 1891, Rijke travaille en qualité d'officier impérial au ministère des Transports (運輸省, Un'yu-shō). Il gravit progressivement les échelons et devient finalement vice-ministre. Il est plus tard enseignant à l'école impériale d'ingénieurs du Japon.

#### En Chine
En 1876, Rijke se rend à Shanghai pour aider dans la conception de plans en vue d'améliorer la navigabilité du fleuve Yangzi Jiang.
En 1891, il retourne en Chine pour aider dans des projets de lutte contre les inondations du fleuve Jaune.

### Fin de vie
Rijke reçoit l'ordre du Trésor sacré (2e classe) et l'ordre du Soleil levant, et rentre aux Pays-Bas en 1903. Dans son pays natal, il est fait officier de l'ordre d'Orange-Nassau, puis, le 13 janvier 1911, chevalier de l'ordre du Lion néerlandais. En Belgique, il est fait chevalier de l'ordre de Léopold.
Il meurt le 20 janvier 1913 à l'âge de 70 ans à Amsterdam. Il est enterré au cimetière de Zorgvlied dans cette même ville.

## Distinctions
- Chevalier de l'ordre de Léopold
- Chevalier de l'ordre du Lion néerlandais